# Elezioni generali in Namibia del 2019
Le elezioni generali in Namibia del 2019 si sono tenute il 27 novembre per l'elezione della Presidenza e dei membri del Parlamento.

## Risultati

### Elezioni presidenziali
| Candidati           | Partiti                                           | Voti    | %     |
| ------------------- | ------------------------------------------------- | ------- | ----- |
| Hage Geingob        | Organizzazione Popolare dell'Africa del Sud-Ovest | 464 703 | 56,25 |
| Panduleni Itula     | Indipendente                                      | 242 657 | 29,37 |
| McHenry Venaani     | Movimento Democratico Popolare                    | 43 959  | 5,32  |
| Bernadus Swartbooi  | Landless People's Movement                        | 22 542  | 2,73  |
| Apius Auchab        | Fronte Democratico Unito                          | 22 115  | 2,68  |
| Esther Muinjangue   | Organizzazione Democratica di Unità Nazionale     | 12 039  | 1,46  |
| Tangeni Iiyambo     | Unione Nazionale dell'Africa del Sud-Ovest        | 5 959   | 0,72  |
| Henry Mudge         | Partito Repubblicano                              | 4 379   | 0,53  |
| Mike Kavekotora     | Raggruppamento per la Democrazia e il Progresso   | 3 515   | 0,43  |
| Ignatius Shixwameni | Partito di Tutto il Popolo                        | 3 304   | 0,40  |
| Jan Mukwilongo      | Namibian Economic Freedom Fighters                | 1 026   | 0,12  |
| Totale              | Totale                                            | 826 198 | 100   |

### Elezioni parlamentari
| Liste                                                       | Voti    | %     | Seggi |
| ----------------------------------------------------------- | ------- | ----- | ----- |
| Organizzazione del Popolo dell'Africa del Sud-Ovest (SWAPO) | 536 861 | 65,45 | 63    |
| Movimento Democratico Popolare (PDM)                        | 136 576 | 16,65 | 16    |
| Landless People's Movement (LPM)                            | 38 956  | 4,75  | 4     |
| Organizzazione Democratica di Unità Nazionale (NUDO)        | 16 066  | 1,96  | 2     |
| Partito di Tutto il Popolo (APP)                            | 14 664  | 1,79  | 2     |
| Fronte Democratico Unito (UDF)                              | 14 644  | 1,79  | 2     |
| Partito Repubblicano (RP)                                   | 14 546  | 1,77  | 2     |
| Namibian Economic Freedom Fighters (NEFF)                   | 13 580  | 1,66  | 2     |
| Raggruppamento per la Democrazia e il Progresso (RDP)       | 8 953   | 1,09  | 1     |
| Voce Democratica Cristiana (CDV)                            | 5 841   | 0,71  | 1     |
| Unione Nazionale dell'Africa del Sud-Ovest (SWANU)          | 5 330   | 0,65  | 1     |
| Congresso dei Democratici (COD)                             | 4 654   | 0,57  | –     |
| Partito Democratico Nazionale (NDP)                         | 4 559   | 0,56  | –     |
| Partito Rivoluzionario dei Lavoratori (WRP)                 | 3 212   | 0,39  | –     |
| Fronte Patriottico Nazionale (NPF)                          | 1 785   | 0,22  | –     |
| Totale                                                      | 820 227 | 100   | 96    |